# Kraenzlinella echinocarpa
Kraenzlinella echinocarpa är en orkidéart som först beskrevs av Charles Schweinfurth, och fick sitt nu gällande namn av Carlyle August Luer. Kraenzlinella echinocarpa ingår i släktet Kraenzlinella och familjen orkidéer. Inga underarter finns listade i Catalogue of Life.